# كينيتشي تاكاهاشي
كينيتشي تاكاهاشي (22 ديسمبر 1980 بكاتاغامي في اليابان - ) (بالكانا:たかはし けんいち) هو لاعب كرة سلة ياباني في مركز مدافع مسدد الهدف.

## وصلات خارجية
- كينيتشي تاكاهاشي على موقع بروبوليرز (الإنجليزية)